# Ophiomastus tumidus
Ophiomastus tumidus är en ormstjärneart som beskrevs av Jean Baptiste François René Koehler 1897. Ophiomastus tumidus ingår i släktet Ophiomastus och familjen fransormstjärnor. Inga underarter finns listade i Catalogue of Life.